# باول كوري
باول كوري (بالإنجليزية: Paul Currie)‏ (17 يوليو 1985 بإدنبرة في المملكة المتحدة - ) هو لاعب كرة قدم بريطاني في مركز الوسط. لعب مع ريث روفرز وهاميلتون أكاديميكال وبونيروغ روز أثلاتيك ‏ وبيرويك راينجرز ونادي اربوراث وموسيلبيرج أثليتيك ‏.

## وصلات خارجية
- باول كوري على موقع قاعدة بيانات كرة القدم.إي يو (الإنجليزية)
- باول كوري على موقع Soccerbase.com (لاعب) (الإنجليزية)
- باول كوري على موقع Soccerway.com (الإنجليزية)